# Batalla de Cerro Grande
La Batalla de Cerro Grande fue un episodio bélico de la Revolución de 1859, que tuvo lugar el 29 de abril en las cercanías de la ciudad de La Serena, Chile.

## Antecedentes
El rico industrial minero, Pedro León Gallo, ex regidor de Copiapó, lideró un alzamiento de la zona del Norte Chico en contra de la política centralista del gobierno de Santiago. Con sus recursos armó un ejército y acuñó sus propias monedas. Ante esto, el presidente Manuel Montt despachó fuerzas al mando de Juan Vidaurre-Leal Morla.
Gallo, después de la victoria en la Batalla de Los Loros entró a La Serena, la cual se había mostrado "neutral" ante el conflicto, no obstante las tropas de Gallo habían sido reforzadas antes de la batalla de Los Loros por mineros de La Higuera y unos trescientos milicianos serenenses más los oficiales Pedro Pablo Muñoz y Vicente Zorrilla. Luego desplazó a su gente hacia el Cerro Grande. Aumentó las filas de su ejército hasta llegar a unos 2.700 hombres, incluyendo las reservas que carecían de armas: éstas habían sido incautadas por la Aduana de Valparaíso el 1 de abril, desde el bergantín Townsend Jones. El ejército gobiernista, después de realizar un largo periplo que implicó embarques y desembarques, salió a su encuentro.

## La batalla

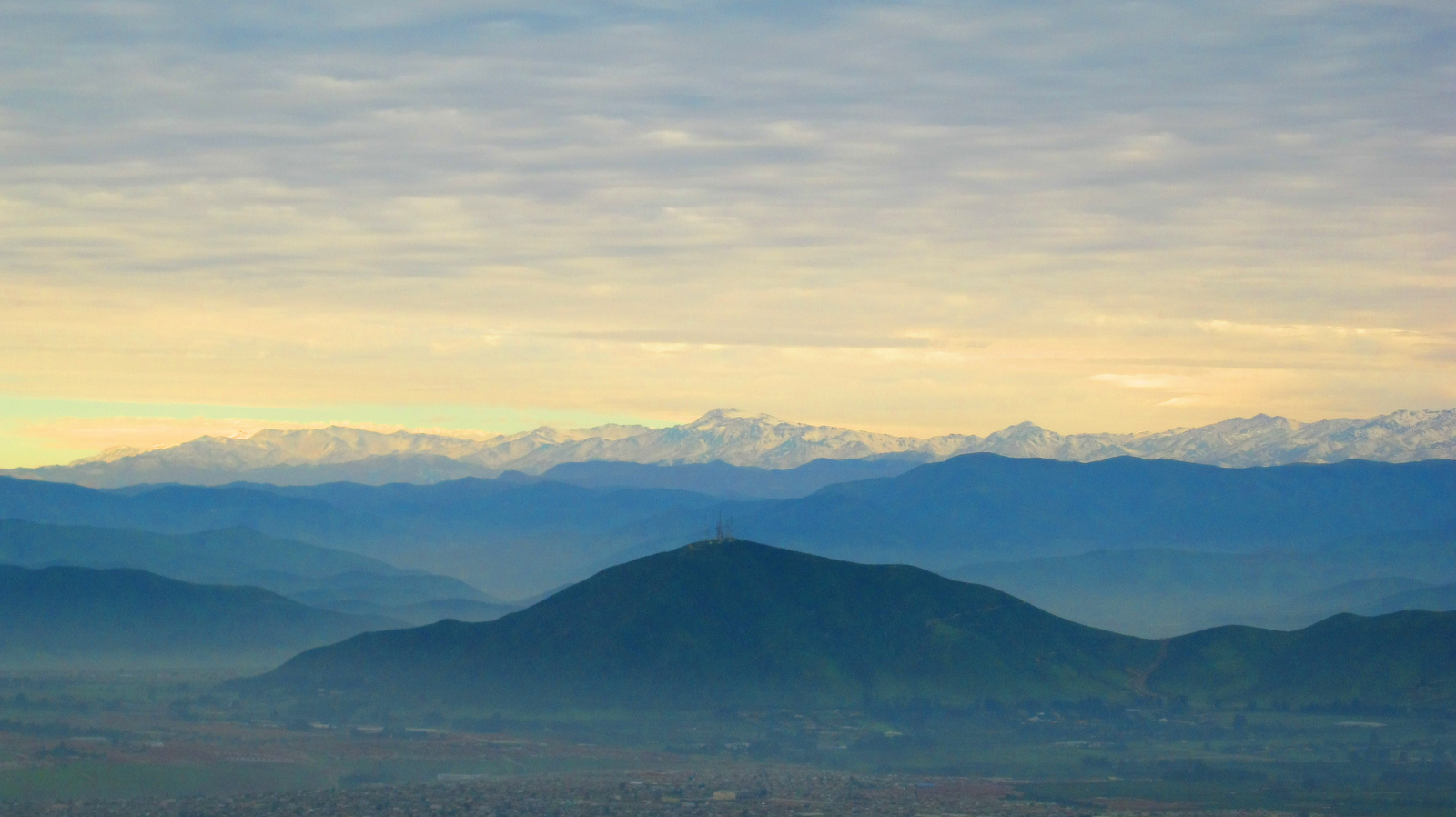
Cerro Grande, en cuyos faldeos se desarrolló la batalla.

Las fuerzas del gobierno se dispusieron en línea de batalla con el canal Bellavista y el Cerro Grande a sus espaldas. Frente a ellos estaban las tropas norteñas, detrás de una muralla con la quebrada de Peñuelas en su retaguardia. Algunas unidades rebeldes se emplazaron cerca del flanco derecho de los gubernamentales impidiéndoles poder continuar su marcha a Santiago. Los rebeldes, además de su batallón de zuavos, hicieron otra innovación militar, usando carretas blindadas con placas de hierro de 5 mm de espesor para que sus ocupantes pudieran disparar seguros.
La batalla empezó a las 08:00 horas con un intenso intercambio de disparos que no tuvo mucha relevancia. Ante lo estática de la situación, León Gallo ordenó a su ala derecha flanquear al enemigo, pero ésta es detenida. Luego de dos horas de batalla, las municiones de los rebeldes empezaron a agotarse, teniendo que distribuirse las de reserva. Al intentar utilizarlas, sin embargo, se descubrió que habían sido saboteadas: en lugar de tener pólvora, tenían café molido o arena. Con esto, las armas que las dispararon quedan inutilizadas. El responsable de esto fue el oficial Salvador Urrutia, comandante del batallón número 1 de Atacama. Sin embargo, él mismo terminó siendo fusilado en Copiapó por soldados del gobierno.
El general Vidaurre aprovechó, entonces, de lanzar un ataque total, logrando que su ala derecha flanqueara a los rebeldes, atacando su retaguardia y forzando a retroceder al ala derecha rebelde. Los norteños, incapaces de contener la carga rival, empezaron a huir a La Serena a las 13:00 horas.

## Consecuencias
La derrota significó el final del levantamiento. Al gobierno solo le quedaba pacíficar los últimos focos de resistencia, en particular, Copiapó.
León Gallo, junto a 700 de sus hombres, escaparon en la madrugada del 30 de abril rumbo al Valle de Elqui, llegando finalmente a la San Juan (Argentina). Después se dirigiría a Buenos Aires, EE. UU. y Europa. Vuelve tras la amnistía dictada por el presidente José Joaquín Pérez en 1863.
En Copiapó, al conocerse las noticias de la derrota de Gallo, la mayoría de los líderes revolucionarios huyeron a Bolivia o se ocultaron. El intendente de Atacama, Abdón García, delegó el mando en el juez de letras dé Copiapó, José Dolores Passi, funcionario inteligente y sensato. Passi siguió la resistencia, pero las defensas que instaló en la ciudad fueron arrolladas por la unidad de caballería, los "Cazadores de la Selva" de José Sierra, que no sabían la noticia de la derrota de Gallo y consideraban los actos de Passi una traición. Passi y sus hombres escaparon a su cuartel donde fueron asediados hasta rendirse. Mientras tanto, el alférez José Sierra tomaba Caldera y Vidaurre enviaba 600 hombres al mando del teniente coronel José Antonio Villagrán, quién tomó Asiento de Santa Rosa y posteriormente Copiapó tras vencer a Sierra el 12 de mayo luego de duros combates urbanos, finalizando así la revolución.
Estos hechos permitieron afirmar la autoridad del presidente Montt, y el líder rebelde Gallo, luego de haber regresado de su exilio, retomó la vida política, siendo uno de los fundadores del Partido Radical.